# Andrzej Ziemiański
Andrzej Ziemiański (ur. 17 lutego 1960 we Wrocławiu) – polski pisarz science fiction i fantasy, z zawodu architekt.

## Życiorys
W 1983 ukończył studia na Wydziale Architektury Politechniki Wrocławskiej. W latach 1984–1985 pracował w Instytucie Architektury i Urbanistyki Politechniki Wrocławskiej, zaś od 1985 do 2005 w Instytucie Budownictwa Rolniczego Wydziału Inżynierii Kształtowania Środowiska i Geodezji Akademii Rolniczej we Wrocławiu. Oprócz pisania, prowadzi zajęcia dla studentów z creative writing w Instytucie Dziennikarstwa i Komunikacji Społecznej Uniwersytetu Wrocławskiego.
Jako autor fantastyki naukowej Ziemiański debiutował na łamach „Sigmy” (Magazynu problemowo-informacyjnego Politechniki Wrocławskiej) w 1979 opowiadaniem Zakład zamknięty. W 1981 jego słuchowisko Człowiek, który nie potrafi umrzeć zostało wyróżnione w konkursie zorganizowanym przez teatr Polskiego Radia. Słuchowisko nie zostało jednak zrealizowane, jako że data jego emisji przypadła na początek stanu wojennego. Jego debiutem książkowym był zbiór opowiadań Daimonion wydany w 1985, potem opublikował kilka kolejnych powieści, z czego dwie wspólnie z Andrzejem Drzewińskim. Z powodu boomu zachodniej literatury fantastycznej i małego popytu na polską fantastykę na początku lat 90., swoją powieść Przesiadka w przedpieklu Ziemiański wydał pod pseudonimem Patrick Shoughnessy (w 2004 wznowił ją pod własnym nazwiskiem).
Na ponad dekadę Andrzej Ziemiański zamilkł jako pisarz, by powrócić w 2000 jako autor opowiadania Bomba Heisenberga i serii kolejnych opowiadań, publikowanych na łamach „Nowej Fantastyki” i „Science Fiction”. W przeciwieństwie do swoich utworów z lat 80., w których dominowały z angielska brzmiące nazwy i nieokreślone miejsca akcji, nowsze teksty Ziemiański osadza zwykle w polskich realiach (najczęściej we Wrocławiu, swym ojczystym mieście), wzorując często bohaterów na znanych sobie ludziach. Dużą popularność przyniosła mu powieść Achaja – często klasyfikowana jako fantasy, choć autor zdecydowanie uważa ją za science fiction – której trzy tomy ukazywały się w latach 2002–2004. Obecnie jest jednym z najpopularniejszych polskich autorów fantastyki. W utworach Ziemiańskiego dość często pojawia się tematyka militarna. Bywa krytykowany za częste używanie wulgaryzmów w dialogach postaci.
W latach od 2010 do 2012 prowadził blog dotyczący remontu Dworca Głównego we Wrocławiu i związanej z nim historii miłosnej. Blog podpięty został pod stronę główną dworca – Wrocław Nowy Główny.
W roku 2022 z rąk Rady Miasta otrzymał Nagrodę Wrocławia. 

## Fahrenheit
Wraz z Eugeniuszem Dębskim założył w 1997 „Fahrenheita”, pierwsze polskie czasopismo internetowe poświęcone fantastyce. W 2004 zaś, jak sam twierdzi, został przez Dębskiego wyrzucony z redakcji. Według innych członków redakcji Ziemiański sam z niej odszedł.

## Nagrody

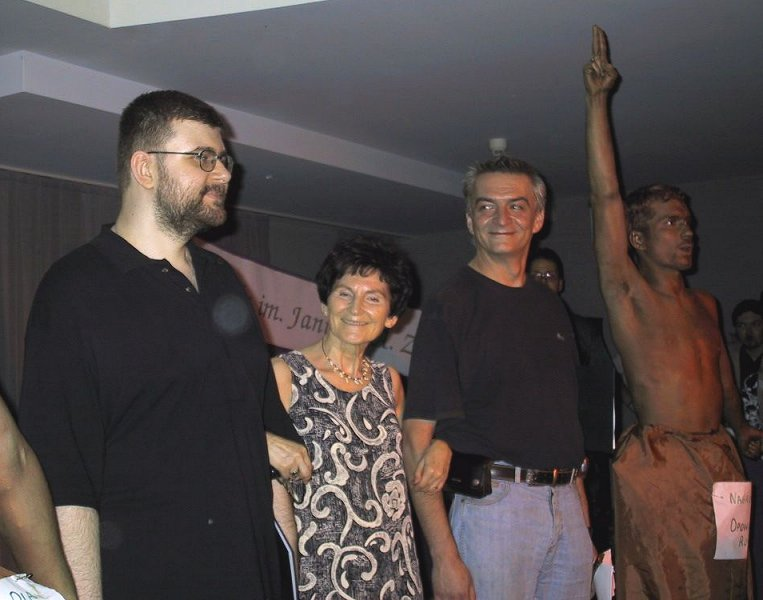
Jacek Dukaj, Jadwiga Zajdel i Andrzej Ziemiański na ceremonii wręczenia Nagrody Zajdla 2001

- 2001 Nagroda Sfinks w kategorii „Polskie opowiadanie roku” za Bombę Heisenberga
- 2002 Nagroda im. Janusza A. Zajdla za Autobahn nach Poznań
- 2002 Nagroda Sfinks w kategorii „Polskie opowiadanie roku” za Waniliowe plantacje Wrocławia (trzy pierwsze miejsca w plebiscycie SFinksa zajęły wtedy opowiadania Ziemiańskiego)
- Puchar Bachusa za Autobahn nach Poznań
- 2003 Nautilus za Zapach szkła
- 2003 Nautilus za Achaja tom 2
- 2003 Nagroda Sfinks w kategorii „Polskie opowiadanie roku” za Legenda, czyli pijąc wódkę we Wrocławiu w 1999 roku
- 2003 Nagroda Sfinks w kategorii „Polska powieść roku” za Achaja
- 2004 Nagroda im. Janusza A. Zajdla za Zapach szkła
- 2004 Nagroda Sfinks w kategorii „Polskie opowiadanie roku” za Zapach szkła
- 2010 Social media, Poland, za blog firmowy wroclawnowyglowny.pl/blog
- trzykrotnie zajęte pierwsze miejsce w plebiscycie Nowej Fantastyki za najlepsze opowiadanie roku (za lata 2000, 2001, 2002)
- 2022 Nagroda Wrocławia

## Wykaz twórczości

### Powieści
- Wojny urojone (Iskry 1987, ISBN 83-207-0969-5, w odcinkach w „Kurierze Polskim” oraz w Programie III Polskiego Radia)
- Zabójcy szatana (KAW 1989, ISBN 83-03-02648-8, wspólnie z Andrzejem Drzewińskim, w odcinkach w Kurierze Polskim)
- Bramy strachu (Wydawnictwo Dolnośląskie 1990, ISBN 83-7023-044-X, wznowienie: 2006, ISBN 83-7384-446-5)
- Nostalgia za Sluag Side (KAW 1990, wspólnie z Andrzejem Drzewińskim)
- Dziennik czasu plagi (Europa 1991, ISBN 83-85336-00-1 oraz w odcinkach w Polskim Radiu Wrocław)
- Przesiadka w przedpieklu (CIA-Books/SVARO 1991, ISBN 83-85100-40-7, pod pseudonimem Patrick Shoughnessy, wznowiona pod własnym nazwiskiem jako Przesiadka w piekle, DW Ares 2004, ISBN 83-920235-1-X)
- Miecz Orientu, Wydawnictwo Dolnośląskie 2006, ISBN 83-7384-454-6.
- Toy wars, Fabryka Słów 2008, ISBN 978-83-60505-97-7.
- Breslau forever, Fabryka Słów 2008, ISBN 978-83-7574-073-8.
- Ucieczka z Festung Breslau (tytuł autora: The Holmes), Wydawnictwo Dolnośląskie 2009, ISBN 978-83-245-8895-4.
- Żołnierze grzechu, Wydawnictwo Bukowy Las 2010, ISBN 978-83-62478-15-6.
- Za progiem grobu, Fabryka Słów 2012, ISBN 978-83-7574-695-2.

#### Achaja
- Achaja
  - tom I (Fabryka Słów, 2002 ISBN 83-89011-05-0)
  - tom II (Fabryka Słów, 2003 ISBN 83-89011-33-6)
  - tom III (Fabryka Słów, 2004 ISBN 83-89011-25-5)
- Pomnik Cesarzowej Achai
  - tom I (Fabryka Słów, 2012)
  - tom II (Fabryka Słów, 2013)
  - tom III (Fabryka Słów, 2014)
  - tom IV (Fabryka Słów, 2014)
  - tom V (Fabryka Słów, 2016)
- Imperium Achai. Virion
  - Wyrocznia (Fabryka Słów, 2017)
  - Obława (Fabryka Słów, 2018)
  - Adept (Fabryka Słów, 2019)
  - Szermierz (Fabryka Słów, 2019)
- Szermierz natchniony.Virion
  - Zamek (Fabryka Słów, 2021)
  - Pustynia (Fabryka Słów, 2022)
  - Legion (Fabryka Słów, 2023)
- Legenda miecza.Virion
  - Krew (Fabryka Słów, 2024)
  - Ona (Fabryka Słów, 2025)

### Zbiory opowiadań
- Daimonion (Iskry 1985, ISBN 83-207-0762-5, opowiadania: Blisko granicy, Czekając na barbarzyńców, Daimonion, Koloryt lokalny, Port, Reguły gry, Twarze, Zakład zamknięty)
- Zapach szkła (Fabryka Słów 2004, ISBN 83-89011-48-4, opowiadania: Autobahn nach Poznań, Bomba Heisenberga, Zapach szkła, Waniliowe plantacje Wrocławia, Legenda, czyli pijąc wódkę we Wrocławiu w 1999 roku, Lodowa opowieść, Czasy, które nadejdą)
- Toy Wars (Fabryka Słów 2008, opowiadania: Toy Toy Song, Toy Trek, minipowieść Toy Wars – Wojownik Ostatecznej Zagłady)
- Pułapka Tesli (Fabryka Słów 2013, opowiadania: A jeśli to ja jestem Bogiem, Polski dom, Wypasacz, Chłopaki, wszyscy idziecie do piekła, Pułapka Tesli)

### Opowiadania
- Zakład zamknięty („Sigma” 101, 1978/1979, „Fantastyka” 2/1982, zbiór Daimonion, Iskry 1985, antologia „Spotkanie w przestworzach 4”, KAW 1985)
- Twarze (antologia Bunt robotów Gorzowski Klub Miłośników Fantastyki i Fantastyki Naukowej 1980, zbiór Daimonion, Iskry 1985)
- Koloryt lokalny („Sigma” 120/121, 1980/1981, zbiór Daimonion, Iskry 1985, antologia Spotkanie w przestworzach 4, KAW 1985)
- Blisko granicy (fanzin „No Wave” 01-02 (01) 1982, zbiór Daimonion, Iskry 1985)
- Poziom zerowy (fanzin „No Wave” 01-02 (01) 1982)
- Martwa fala (fanzin „No Wave” 01 (03) 1983)
- Gra (fanzin „No Wave” 02 (04) 1983)
- Ghost (wspólnie z Andrzejem Drzewińskim, „Młody Technik” 4/1983, „Science Fiction” 4/2003)
- Czekając na barbarzyńców (zbiór Daimonion, Iskry 1985)
- Daimonion (zbiór Daimonion, Iskry 1985)
- Port (zbiór Daimonion, Iskry 1985)
- Reguły gry (zbiór Daimonion, Iskry 1985)
- Precedens (wspólnie z Andrzejem Drzewińskim, „Młody Technik” 11/1985, fanzin „Phantasma” 01 (01) 1986)
- Czasy, które nadejdą (Informator konwentowy World Science Fiction Meeting, Polcon-Krakon. Tom 2, KAW 1991, „Science Fiction” 6/2001, zbiór Zapach szkła, Fabryka Słów 2004)
- Bomba Heisenberga („Nowa Fantastyka” 9/2000, zbiór Zapach szkła, Fabryka Słów 2004)
- Toy Toy Song („Science Fiction” 1/2001, zbiór Toy, Fabryka Słów, 2008)
- Autobahn nach Poznań („Science Fiction” 2/2001, antologia Zajdel 2001, Fabryka Słów 2002, zbiór Zapach szkła, Fabryka Słów 2004)
- Toy Trek („Science Fiction” 4/2001, zbiór Toy, Fabryka Słów, 2008)
- Waniliowe plantacje Wrocławia („Nowa Fantastyka” 9/2001, zbiór Zapach szkła, Fabryka Słów 2004)
- Lodowa opowieść („Science Fiction” 5/2002, zbiór Zapach szkła, Fabryka Słów 2004)
- Czarownice (antologia „Strefa mroku – jedenastu apostołów grozy” – dodatek do czasopisma „Click! Fantasy”, grudzień 2002)
- Legenda, czyli pijąc wódkę we Wrocławiu w 1999 roku („Nowa Fantastyka” 10-12/2002, zbiór Zapach szkła, Fabryka Słów 2004)
- Spadek (antologia „Wizje alternatywne 4” Wydawnictwo Solaris 2002)
- Ghost II – dwadzieścia lat później (wspólnie z Andrzejem Drzewińskim, „Science Fiction” 4/2003)
- Zapach szkła („Nowa Fantastyka” 10-12/2003, zbiór Zapach szkła, Fabryka Słów 2004)
- Ciężka sprawa (antologia „Wizje alternatywne 5” Wydawnictwo Solaris 2004)
- Chłopaki, wszyscy idziecie do piekła (antologia PL +50. Historie przyszłości, Wydawnictwo Literackie 2004)
- Achaja – zaginiony rozdział („Science Fiction” 5/2004)
- Wypasacz (antologia „Trupy polskie”, Wydawnictwo EMG, 2005)
- A jeśli to ja jestem Bogiem? („Science Fiction” 10/2011)
- Siedem schodów (antologia „Miłość we Wrocławiu”, Wydawnictwo EMG 2011)
- Pułapka Tesli („Nowa Fantastyka” 11/2012)

### Słuchowiska radiowe
- Człowiek, który nie potrafił umrzeć (niezrealizowane)
- Wojny urojone (Polskie Radio BIS, adaptacja powieści – Maciej de Korczak Leszczyński)

### Inne
- Micrografx Designer 4.0 (podręcznik)
- Corel Xara! w praktyce (podręcznik, wyd. Magnus)
- Photoshop 5.0. Sztuczki i chwyty (podręcznik, wyd. Magnus)

### Inspiracje
- Na podstawie opowiadania Autobahn nach Poznań, przygotowywany był komiks, jednak prace nad nim zostały przerwane. W sieci można znaleźć kilka plansz, w różnym stopniu wykończonych.

### Twórczość niewydana
- Das Building (jak sam pisarz informuje: powieść jest skończona i wstępnie zredagowana, jednak z uwagi na niezadowalający autora efekt, szanse na to by została wydana są bardzo nikłe)
- Wzgórze zwane Cymbo (początkowo powieść miała nosić tytuł Czarownice, prace nad powieścią zostały przerwane. Fragment został opublikowany w antologii Strefa mroku)